# Pommiers (Rodan)

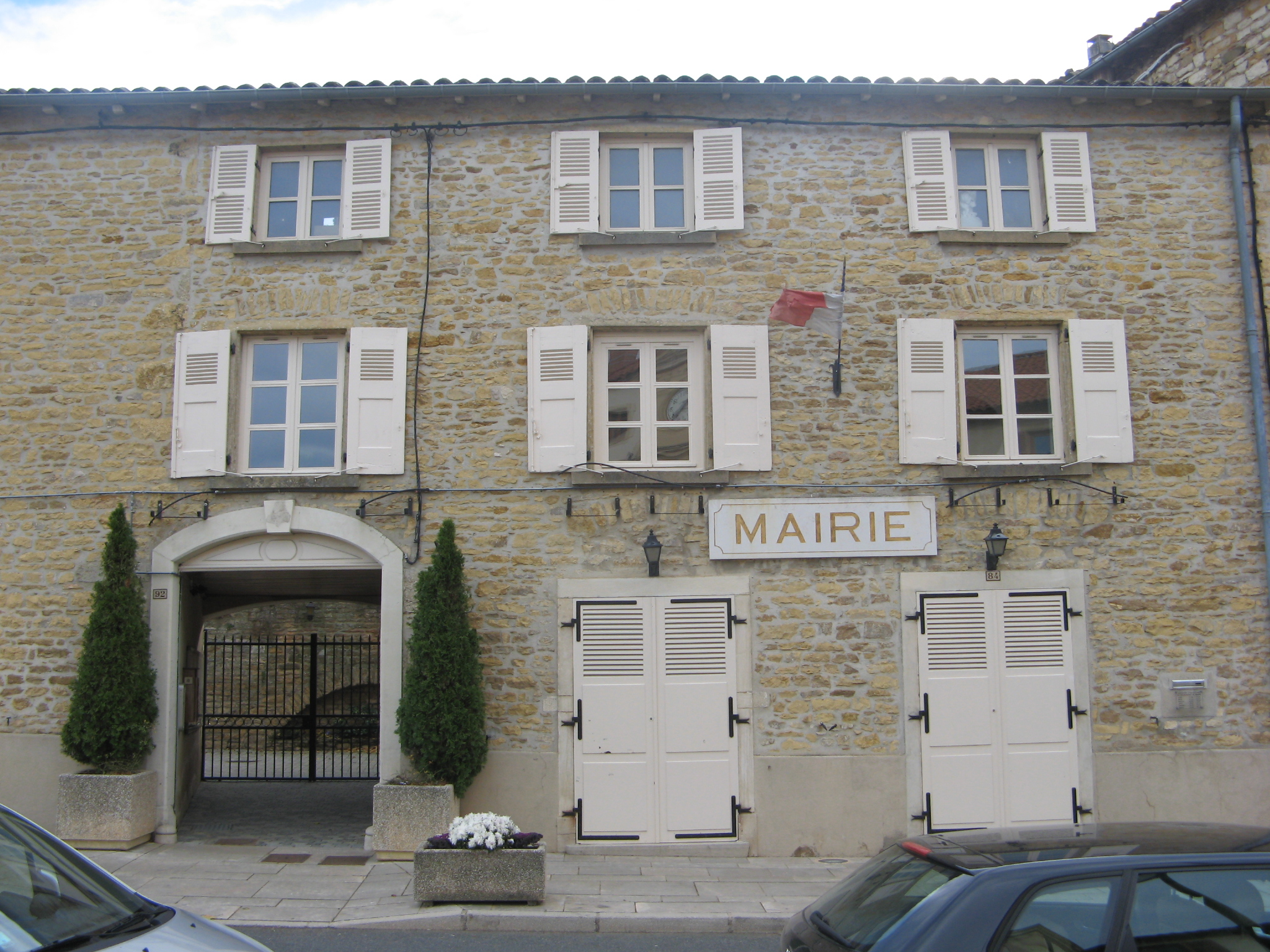
Ratusz w Pommiers, 2010

Pommiers – miejscowość i gmina we Francji, w regionie Owernia-Rodan-Alpy, w departamencie Rodan.
Według danych na rok 1990 gminę zamieszkiwało 1619 osób, a gęstość zaludnienia wynosiła 209 osób/km² (wśród 2880 gmin regionu Rodan-Alpy Pommiers plasuje się na 527. miejscu pod względem liczby ludności, natomiast pod względem powierzchni na miejscu 1299.).